# NGC 3630
NGC 3630 (NGC 3645) je spiralna galaktika u zviježđu Lavu. Naknadno je utvrđeno da je NGC 3645 ista galaktika.

## Vanjske poveznice
- (eng.) SEDS: NGC 3630
- (eng.) Revidirani Novi opći katalog
- (eng.) Izvangalaktička baza podataka NASA-e i IPAC-a
- (eng.) Astronomska baza podataka SIMBAD
- (eng.) VizieR